# Termitodius araujoi
Termitodius araujoi är en skalbaggsart som beskrevs av Reyes och Martinez 1979. Termitodius araujoi ingår i släktet Termitodius och familjen Aphodiidae. Inga underarter finns listade i Catalogue of Life.